# Randall Cobb
Randall Ladonald Cobb II (nascido em 22 de agosto de 1990) é um jogador aposentado de futebol americano que jogava como Wide receiver na National Football League (NFL). Ele jogou futebol americano universitário na Universidade de Kentucky e foi selecionado pelo Green Bay Packers na segunda rodada do Draft da NFL de 2011. Em 2019, ele assinou com os Dallas Cowboys e no ano seguinte foi para o Houston Texans, também atuando, em 2023, pelo New York Jets.

## Carreira no ensino médio
Cobb estudou na Alcoa High School em Alcoa, Tennessee, onde jogava futebol americano, basquete e praticava atletismo.
Seu time de futebol americano foi quatro vezes campeão estadual na classe AA e Cobb recebeu um troféu "Mr. Football" da Associação Atlética das Escolas Secundárias do Tennessee. Naquela época, ele jogava no ataque, na defesa e nas equipes especiais, mas causou seu maior impacto como quarterback.
Cobb também foi uma estrela no atletismo em Alcoa. Ele terminou em terceiro nos 100m rasos no campeonato estadual, registrando 10,75 segundos. Ele teve o tempo de 21,89 segundos nos 200 metros. Ele também ajudou a liderar a equipe ao segundo lugar no revezamento 4 × 100 m no campeonato estadual.

## Carreira na universidade
Cobb jogou futebol americano universitário na Universidade de Kentucky. Durante o seu primeiro ano, ele foi nomeado para a Equipe de Novatos da SEC depois de jogar em 11 jogos como quarterback. Ele foi responsável por 11 touchdowns como calouro - dois passando, dois recebendo e sete terrestres.
Em sua segunda temporada, ele jogou principalmente como wide receiver, além de ter um papel significativo nas equipes especiais retornando chutes e sendo o Placekicker. Ele marcou 15 touchdowns - quatro recebendo, um retornando e dez correndo durante a temporada de 2009.
Em sua terceira temporada, Cobb marcou quatro touchdowns contra Auburn, empatando o recorde de mais touchdowns por Kentucky com 32. Ele também foi o primeiro jogador a marcar um touchdown correndo, passando e recebendo no mesmo jogo desde Shane Boyd em 2003. Nessa temporada, ele terminou com 1.017 jardas e sete touchdowns recebidos, 424 jardas e cinco touchdowns terrestres, 58 jardas e três touchdowns passados. Após a temporada, ele se declarou para o Draft da NFL.
Enquanto estava em Kentucky, Cobb se formou em Comunicação Comunitária e Desenvolvimento de Liderança .

### Estatísticas
|          |              |          |    | Correndo | Correndo | Correndo | Correndo | Recebendo | Recebendo | Recebendo | Recebendo |
| -------- | ------------ | -------- | -- | -------- | -------- | -------- | -------- | --------- | --------- | --------- | --------- |
| Ano      | Universidade | Pos      | J  | Ten      | Jds      | Média    | TD       | Rec       | Jds       | Média     | TD        |
| 2008     | Kentucky     | QB       | 11 | 79       | 316      | 4.0      | 7        | 21        | 197       | 9,4       | 2         |
| 2009     | Kentucky     | WR       | 12 | 94       | 573      | 6.1      | 10       | 39.       | 447       | 11,5      | 4         |
| 2010     | Kentucky     | WR       | 13 | 55       | 424      | 7,7      | 5        | 84        | 1017      | 12,1      | 7         |
| Carreira | Carreira     | Carreira | 36 | 228      | 1.313    | 5,8      | 22       | 144       | 1.661     | 11,5      | 13        |

## Carreira profissional
| Altura                              | Peso  | Comprimento do braço | Tamanho da mão | Corrida de 40 jardas | Corrida de 10 jardas | Corrida de 20 jardas | 20-ss  | 3-cone | Salto vertical | Amplo  | BP      | Wonderlic |
| ----------------------------------- | ----- | -------------------- | -------------- | -------------------- | -------------------- | -------------------- | ------ | ------ | -------------- | ------ | ------- | --------- |
| 1.78 m                              | 87 kg | 0.79 m               | 0.24 m         | 4.46 s               | 1.60 s               | 2.66 s               | 4.34 s | 7.08 s | 0.85 m         | 2.92 m | 16 reps | 25        |
| Todos os valores são da NFL Combine |       |                      |                |                      |                      |                      |        |        |                |        |         |           |

### Green Bay Packers

#### Temporada de 2011

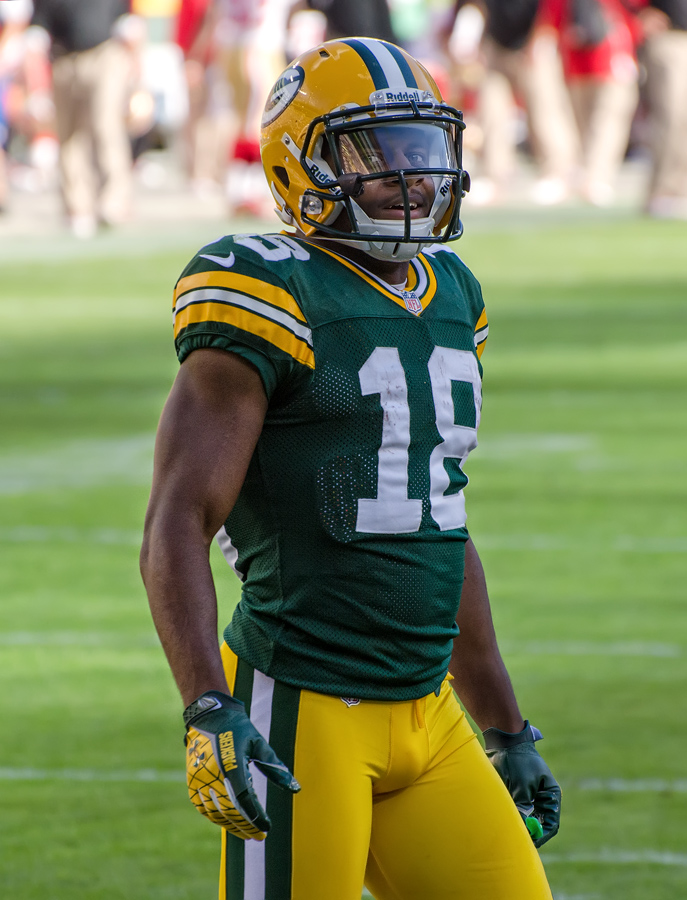
Cobb em 2012

Cobb foi selecionado na segunda rodada (64ª escolha geral) no Draft de 2011 pelo Green Bay Packers.
Em 8 de setembro de 2011, no jogo de abertura dos Packers contra o New Orleans Saints, Cobb se tornou a primeira pessoa nascida nos anos 90 a jogar na NFL. Cobb teve seu primeiro touchdown da NFL em uma recepção de 32 jardas no primeiro quarto e seguiu com um retorno de kickoff de 108 jardas no terceiro quarto, empatando o recorde estabelecido por Ellis Hobbs do New England Patriots em 2007, de retorno de kickoff mais longo na história da NFL. Mais tarde, o retorno foi nomeado como a Jogada do Ano na NFL Honors.
Em um jogo do Monday Night Football contra o Minnesota Vikings em 14 de novembro, Cobb marcou seu segundo touchdown em um retorno de punt de 80 jardas no primeiro quarto. Com isso, Cobb se tornou o primeiro novato na história dos Packers a retornar um chute e um punt para um touchdown na mesma temporada.
Nessa temporada, ele pegou 25 passes para 375 jardas (uma média de 15,0) e fez um touchdown. Suas estatísticas mais impressionantes foram nas equipes especiais: ele retornou 34 chutes para 941 jardas (uma média de 27,7) e um touchdown e 26 retornos de punt por 295 jardas (uma média de 11,3) e um touchdown.

#### Temporada de 2012
Em 2012, Cobb jogou em 15 jogos e liderou a equipe em recepções com 80, teve 954 jardas e foi o segundo na equipe com oito touchdowns.
Ele estabeleceu um recorde da franquia para mais jardas combinada em uma temporada com 2.342 jardas - 954 recebidas, 132 corridas, 964 nos retornos de kickoff (uma média de 25,4) e 292 nos retornos de punt (uma média de 9,4), incluindo um touchdown.
Ele foi nomeado como reserva do Pro Bowl na posição de retornador de chutes.

#### Temporada de 2013
Em 2013, Cobb foi limitado a seis jogos devido a uma lesão na fíbula sofrida na semana 6 contra o Baltimore Ravens. Até sua lesão, ele liderou os Packers com 29 recepções e foi o segundo em jardas recebidas com 378. Ele também correu quatro vezes para 78 jardas, uma média de 19,5.
Ele voltou a jogar no final da temporada regular contra o Chicago Bears no Soldier Field. Ele fez um memorável touchdown de 48 jardas que venceu o jogo e garantiu o título da NFC North.

#### Temporada de 2014
Cobb teve suas melhores marcas durante os primeiros 10 jogos da temporada de 2014: 54 recepções para 779 jardas (uma média de 14,4) e 10 touchdowns, incluindo pelo menos um touchdown em oito dos 10 jogos. No 10º jogo dos Packers, ele teve o melhor jogo da temporada com 10 recepções para 129 jardas contra o Philadelphia Eagles.
Em 19 de janeiro, Cobb foi nomeado como substituto de Dez Bryant no Pro Bowl. Ele teve uma recepção por nove jardas no jogo.
Cobb terminou a temporada com 91 recepções para 1.287 jardas e 12 touchdowns. Ele foi classificado como o 100º melhor jogador da NFL por seus colegas jogadores na lista de Top 100 Players of 2014.

#### Temporada de 2015
Em 7 de março de 2015, Cobb assinou um contrato de US $ 40 milhões por quatro anos com US $ 17 milhões garantidos para permanecer nos Packers. Depois de assinar o acordo, Cobb explicou sua decisão: "No final do dia, meu coração estava em Green Bay, e eu sabia que era onde eu queria estar. Eu sabia que tinha uma coisa boa para mim e ainda assim assinei um acordo bastante lucrativo com o qual posso lidar e fazer durar o resto da minha vida." Cobb também mencionou que a perda do NFC Championship para o Seattle Seahawks ainda o incomodava: "Obviamente, essa derrota ainda dói. Ainda parece fresco. Eu quero ganhar um campeonato e estávamos lá. Nós estávamos perto. Não fizemos o que precisávamos para vencer, mas temos muitos caras voltando este ano e isso nos coloca na briga. Portanto, temos de lidar com os negócios nesta entressafra, a fim de continuar melhorando diariamente. Obviamente, na próxima temporada, temos que nos colocar em posição de ganhar."
Em 3 de dezembro, durante o "Miracle in Motown", Cobb recuperou um fumble de James Starks para dar aos Packers seu primeiro touchdown do jogo. Os Packers ganhariam o jogo por 27-23 depois do Hail Mary de Aaron Rodgers.
Cobb terminou a temporada com 79 recepções para 829 jardas e seis touchdowns. As 448 jardas de Cobb após a captura ficaram em oitavo lugar entre os receptores.

#### Temporada de 2016
Em 16 de setembro de 2016, Cobb foi multado em US $ 9.115 por puxar o capacete do linebacker Paul Posluszny na semana 1 contra o Jacksonville Jaguars.
Ele terminou a temporada com 60 recepções para 610 jardas e quatro touchdowns.
No Wild Card contra o New York Giants, Cobb teve cinco recepções para 116 jardas e três touchdowns, incluindo a captura de um Hail Mary de 42 jardas no final do segundo quarto.

#### Temporada de 2017
Na temporada de 2017, Cobb terminou com 66 recepções para 653 jardas e quatro touchdowns. Devido a lesões, principalmente de Aaron Rodgers, os Packers terminaram com um recorde de 7-9 e não foram para os playoffs.

#### Temporada de 2018
Em 9 de setembro de 2018, Cobb recebeu nove passes para 142 jardas e um touchdown no primeiro jogo da temporada contra o Chicago Bears. Ele gravou uma recepção para touchdown de 75 jardas no final do quarto quarto, para dar aos Packers a pontuação de 24-23. Este jogo marcou seu 15º jogo na carreira com pelo menos 100 jardas recebidas.
Depois de dois jogos com quatro recepções cada, Cobb sofreu uma lesão no tendão e perdeu as cinco semanas seguintes, aparecendo para serviço limitado nas semanas 8 e 9 (tendo um total de nove recepções).
No geral, ele terminou a temporada de 2018 com 38 recepções para 383 jardas e dois touchdowns.

### Dallas Cowboys
Em 19 de março de 2019, Cobb assinou um contrato de US $ 5 milhões com o Dallas Cowboys por um ano.

## Estatísticas
|                |           |       |     |       |       |     |    | Fumbles | Fumbles |
| Ano            | Equipe    | Jogos | Rec | Jds   | Média | Lng | TD | Fumbles | Perdido |
| -------------- | --------- | ----- | --- | ----- | ----- | --- | -- | ------- | ------- |
| 2011           | Green Bay | 15    | 25  | 375   | 15,0  | 61  | 1  | 3       | 3       |
| 2012           | Green Bay | 15    | 80  | 954   | 11,9  | 39  | 8  | 4       | 1       |
| 2013           | Green Bay | 6     | 31  | 433   | 14,0  | 48  | 4  | 0       | 0       |
| 2014           | Green Bay | 16    | 91  | 1 287 | 14,1  | 70  | 12 | 3       | 2       |
| 2015           | Green Bay | 16    | 79  | 829   | 10,5  | 53  | 6  | 1       | 0       |
| 2016           | Green Bay | 13    | 60  | 610   | 10,2  | 47  | 4  | 1       | 0       |
| 2017           | Green Bay | 15    | 66  | 653   | 9,9   | 46  | 4  | 1       | 0       |
| 2018           | Green Bay | 9     | 38  | 383   | 10,1  | 75  | 2  | 2       | 1       |
| 2019           | Dallas    | 15    | 55  | 828   | 15,1  | 59  | 3  | 2       | 1       |
| 2020           | Houston   | 10    | 38  | 441   | 11,6  | 34  | 3  | 0       | 0       |
| Total          | Total     | 130   | 563 | 6 793 | 12,1  | 75E | 47 | 17      | 8       |
| Fonte: NFL.com |           |       |     |       |       |     |    |         |         |

### Pós-temporada
|                                  |           |       |     |     |       |     |    | Fumbles | Fumbles |
| Ano                              | Equipe    | Jogos | Rec | Jds | Média | Lng | TD | Fumble  | Perdido |
| -------------------------------- | --------- | ----- | --- | --- | ----- | --- | -- | ------- | ------- |
| 2011                             | Green Bay | 1     | 3   | 38. | 12,7  | 21  | 0  | 0       | 0       |
| 2012                             | Green Bay | 2     | 6   | 31  | 5.2.  | 8   | 0  | 1       | 1       |
| 2013                             | Green Bay | 1     | 2   | 51  | 25,5  | 26  | 0  | 0       | 0       |
| 2014                             | Green Bay | 2     | 15  | 178 | 7,5   | 31  | 1  | 1       | 1       |
| 2015                             | Green Bay | 2     | 3   | 38. | 12,7  | 15  | 1  | 0       | 0       |
| 2016                             | Green Bay | 3     | 18  | 260 | 14,4  | 42. | 3  | 0       | 0       |
| Total                            | Total     | 11    | 47  | 596 | 12,7  | 42. | 5  | 2       | 2       |
| Fonte: profootball-reference.com |           |       |     |     |       |     |    |         |         |

## Recordes da NFL
- Segundo maior touchdown de retorno de kickoff: 108 jardas (2011) (empatado com Ellis Hobbs, Jacoby Jones e Knile Davis).